# Arthrostylidium scandens
Arthrostylidium scandens är en gräsart som beskrevs av Mcclure. Arthrostylidium scandens ingår i släktet Arthrostylidium och familjen gräs.
Artens utbredningsområde är Venezuela. Inga underarter finns listade i Catalogue of Life.